# Birchmoor
Birchmoor – wieś w Anglii, w hrabstwie Warwickshire, w dystrykcie North Warwickshire. Leży 37 km na północ od miasta Warwick i 160 km na północny zachód od Londynu.